# Іон Стевіле
Іон Стевіле (нар. 9 жовтня 1958) — молдовський державний і політичний діяч, історик, дипломат. Надзвичайний і Повноважний Посол Молдови в Україні.

## Біографія
Народився 9 жовтня 1958 року. Закінчив Молдовський державний університет, доктор Московського державного університету. Володіє іноземними мовами: французькою, англійською, російською, українською.
У 1992 — 1996 рр. — директор по Європі і Північній Америці МЗС Молдови.
У 1996 — 1999 рр. — міністр-радник посольства Молдови в Королівстві Бельгія.
У 1999 р. — заступник Глави Місії Посольства Молдови в Україні.
У 1999 — 2001 рр. — директор з питань європейської безпеки та військово-політичним радником міністра закордонних справ, генеральний директор з питань міжнародної безпеки.
У 2001 — 2004 рр. — заступник міністра закордонних справ
У 2006 — 2009 рр. — заступник міністра реінтеграції Республіки Молдова.
У 2009 — 2010 рр. — начальник Управління з питань реінтеграції Державної канцелярії Молдови.
З 27 серпня 2010 — Надзвичайний і Повноважний Посол Молдови в Україні.
З 18 березня 2011 — Надзвичайний і Повноважний Посол Молдови в Туркменістані за сумісництвом, з резиденцією в Києві. 
З 29 листопада 2011 — Надзвичайний і Повноважний Посол Молдови в Узбекистані за сумісництвом, з резиденцією в Києві.